# 欧拉涅
欧拉涅（法語：Auragne，法語發音：[oʁaɲ]）是法国上加龙省的一个市镇，属于米雷区。

## 地理
欧拉涅（43°23'22"N, 1°30'31"E）面积13.63 平方千米，位于法国奧克西塔尼大區上加龙省，该省份为法国西南部内陆省份，西南端与西班牙接壤，自此顺时针与上比利牛斯省、热尔省、塔恩-加龙省、塔恩省、奥德省和阿列日省接壤。
与欧拉涅接壤的市镇（或旧市镇、城区）包括：伊叙、欧特里沃、拉布吕耶尔多尔萨、莫韦桑、努埃耶、圣莱昂。

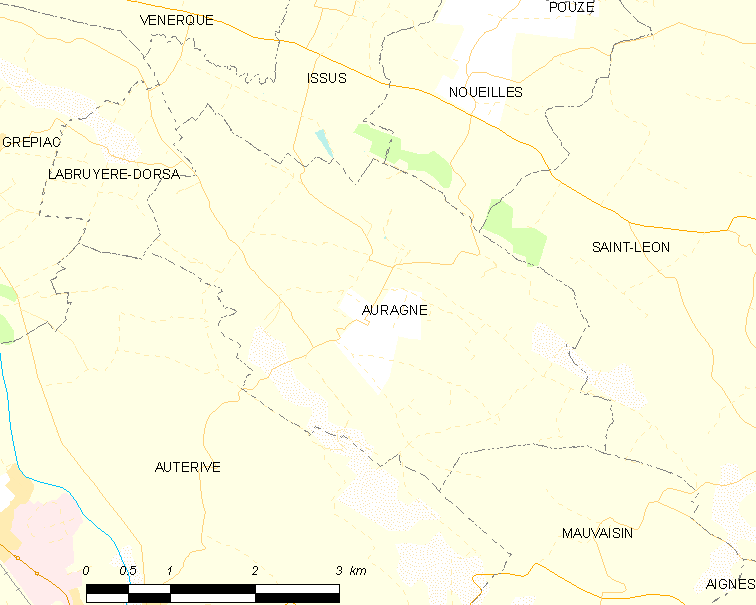
欧拉涅的OSM定位图

欧拉涅的时区为UTC+01:00、UTC+02:00（夏令时）。

## 行政
欧拉涅的邮政编码为31190，INSEE市镇编码为31024。

## 政治
欧拉涅所属的省级选区为埃斯卡尔康斯县。

## 人口

1962-2008年间欧拉涅人口变化图示

欧拉涅于2022年1月1日时的人口数量为466人。